# Dockyard IX (schip, 1942)

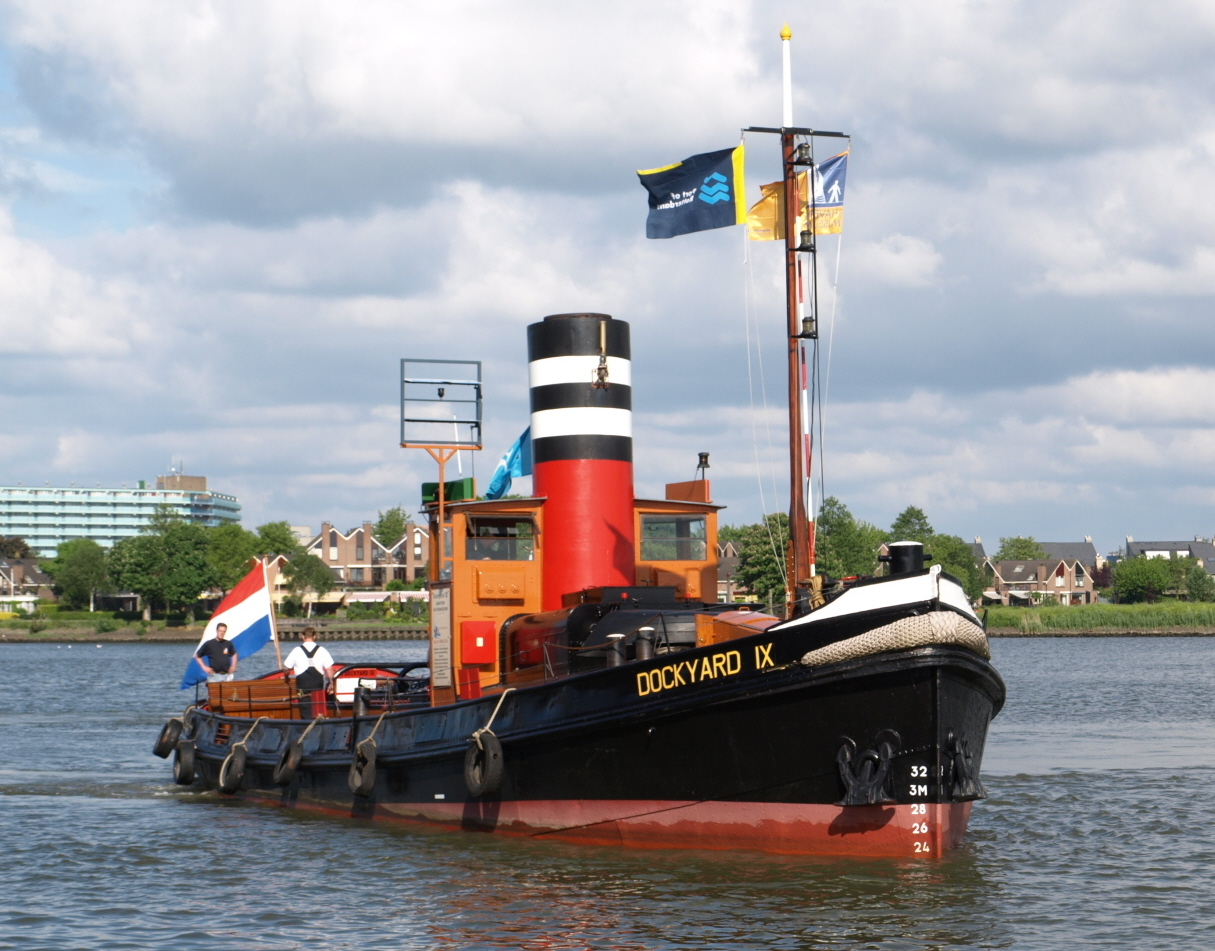
Stoomsleepboot Dockyard IX tijdens Dordt in Stoom (2008)

De Dockyard IX is een Nederlandse stoomsleepboot gebouwd onder bouwnummer 226 bij de Rotterdamsche Droogdok Maatschappij (RDM). In 1942 werd het te water gelaten.
De Dockyard IX maakte deel uit van een serie van in totaal acht schepen. Van deze serie zijn er behalve de Dockyard IX nog twee schepen overgebleven, Dockyard V en Dockyard III.
Oorspronkelijk waren de schepen gebouwd voor de havens van Moermansk (Rusland). Door de Tweede Wereldoorlog zijn de schepen nooit afgenomen. De werf besloot de schepen in eigen beheer te houden en als werfsleepboot in te zetten.
De Dockyard IX heeft tot 1978 in actieve dienst gevaren voor de RDM. Hierna is het schip samen met de Dockyard V op 26 augustus overgedragen aan Maritiem Museum Prins Hendrik te Rotterdam. Hier is nauwelijks onderhoud gedaan aan de Dockyard IX. Na ruim negen jaar, in 1987, zijn vrijwilligers aan de restauratie begonnen.
De Dockyard IX is opgenomen in de collectie van het Havenmuseum. Het schip wordt ingezet voor rondvaarten met passagiers.
Vanwege bezuinigingen van het museum is de Dockyard IX sinds oktober 2014 terug op het "oude nest", de Dokhaven op het voormalig RDM-terrein.

## Kenmerken
De Dockyard IX is oorspronkelijk gebouwd voor de havens van Moermansk (Rusland). Dit is terug te vinden in het ontwerp van het schip. Zo is het schip uitgerust met een verstevigde ijsbreeksteven en is de stuurhut om de schoorsteen gebouwd. Dit betekende gratis warmte, maar ook gevolgen voor de bouw. Zo moest er zowel over stuurboord als over bakboord een identieke stuurstand worden gebouwd.
Afmetingen:
- Lengte 25,06 meter
- Breedte 6,31 meter
- Holte 3,00 meter
- Waterverplaatsing 230 ton
- Snelheid 9,5 knoop (+/- 17,5 km/u)

Gegevens van de stoomketel:
- Gebouwd door de RDM
- Schotse ketel
- Twee vuurgangen
- Verwarmend oppervlak 136 m2
- Inhoud +/- 16.000 liter
- Werkdruk 14,06 bar

De ketel is tot 1995 op kolen gestookt. Daarna is hij omgebouwd tot een oliegestookte ketel.
Gegevens van de stoommachine:
- Gebouwd door de RDM
- Dubbel compound Lentz-kleppenmachine
- Afmetingen zuigers 500x232x232x500/500.
- Vermogen 500 ipk
- Maximaal toerental 210 omw./min.